# Missour
Missour is een stad in Marokko en is de hoofdplaats van de provincie Boulmane.
In 2004 telde Missour 20.978 inwoners. Missour is een bekende overnachtingsplaats van de Tuareg Rally, die ieder jaar in Marokko wordt gereden, vanwege haar centrale ligging tussen Nador in het noorden en de duinenvelden in het zuiden bij Merzouga.